# Le Bignon-du-Maine
Le Bignon-du-Maine es una población y comuna francesa, en la región de Países del Loira, departamento de Mayenne, en el distrito de Laval y cantón de Meslay-du-Maine.

## Demografía
| 431 | 366 | 289 | 251 | 288 | 304 |
| Para los censos de 1962 a 1999 la población legal corresponde a la población sin duplicidades (Fuente: INSEE [Consultar]) |     |     |     |     |     |